# Triatorstag
Triatorstag är ett stag som förbinder masterna på en ketchriggad båt eller i en ketch. Staget utgörs av kätting, tågvirke (rep) eller stållina (wire). Staget kan antingen vara fäst i masttopparna eller vara fäst i stormastens topp och gå via ett block i mesanmastens topp ner till mastfoten.